# 郭道镇
郭道镇，是中华人民共和国山西省长治市沁源县下辖的一个乡镇级行政单位。2021年4月1日，将赤石桥乡的桃坡底村委会划归郭道镇管辖。

## 行政区划
截至2021年末，郭道镇下辖2个社区及19个行政村：
长虹社区、人民社区、郭道村、前兴稍村、朱鹤沟村、东阳城村、西阳城村、永和村、秦家庄村、兴盛村、东村、西村、绵上村、苏家庄村、伏贵村、龙门口村、定阳村、闫家庄村、向阳村、顺阳村和桃坡底村。